# Ascogaster mayamotensis
Ascogaster mayamotensis är en stekelart som beskrevs av De Saeger 1948. Ascogaster mayamotensis ingår i släktet Ascogaster och familjen bracksteklar. Inga underarter finns listade.